# Jógvan Waagstein
Jógvan Waagstein (też Joen Waagstein, ur. 4 września 1879 w Klaksvík, zm. 15 grudnia 1949 w Tórshavn) – farerski nauczyciel muzyki, kompozytor oraz malarz.
Jeden z pionierów sztuki wizualnej na archipelagu Wysp Owczych, która zaczęła zyskiwać na znaczeniu na przełomie XIX i XX wieku. Kształcił się jako nauczyciel i przez całe swoje życie związany był ze szkolnictwem, pracując przede wszystkim jako nauczyciel w szkole ludowej w Tórshavn.

## Muzyka
Jógvan Waagstein był uzdolniony muzycznie i to właśnie szeroko pojęta muzyka stała się jedną z jego głównych, życiowych pasji. Waagstein pracował jako nauczyciel śpiewu i muzyki, a także był kierownikiem chóru. Publikował książki i inne pomoce do lekcji śpiewu oraz działał jako organista w Katedrze w Tórshavn. Był autorem tekstów i skomponował serię melodii do farerskich pieśni patriotycznych oraz do innych, nowszych tekstów, np. poetów takich jak: Janus Djurhuus, Hans A. Djurhuus czy Christian Matras. 32 spośród tych melodii można odnaleźć w farerskim śpiewniku pieśni ludowych Songbók Føroya Fólks. Ogromne znaczenie przypisuje się również jego pracy przy zbiorach starych, farerskich pieśni kościelnych oraz opracowywaniu ich na potrzeby liturgii.

## Malarstwo
Waagstein obok muzyki wykazywał także duże zainteresowanie malarstwem, które z racji jego zawodu musiało zejść na drugi plan. Był samoukiem – „Niewielką wiedzę, jaką posiadam na temat malarstwa, zawdzięczam Florze Heilmann i Elizabeth Taylor” – twierdził. Flora Heilmann (1872–1944), żona duńskiego pastora z Viðareiði oraz jej przyjaciółka Elizabeth Taylor (1856–1932) były malarkami, które to Waagstein prawdopodobnie spotkał w Viðareiði na północy Wysp Owczych i dzięki którym posiadł podstawową wiedzę dotyczącą techniki malarskiej. W 1919 odbył podróż edukacyjną do Kopenhagi i Niemiec, brał także udział w państwowym kursie dla nauczycieli rysunku w Kopenhadze.

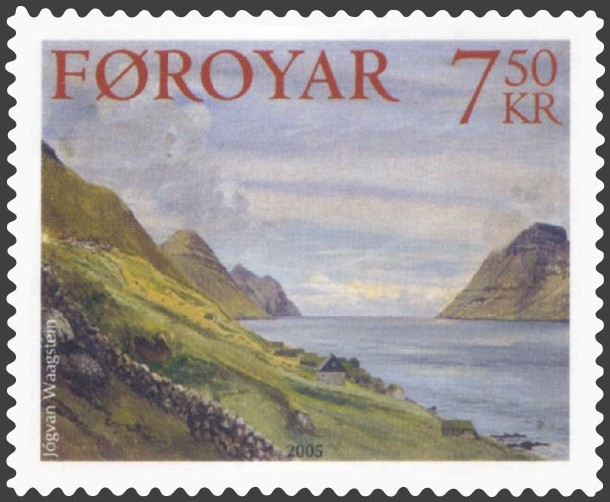
Syðradalur (Kalsoy), 1918, 57x75 cm, Narodowe Muzeum Sztuki – Listasavn Føroya

W latach młodości Waagsteina na Wyspach Owczych powstał ruch narodowy, a wraz z nim narodziła się szansa na odrodzenie i stworzenie nowej poezji, a także na rozwijanie nowatorskiej sztuki w szerszym tego słowa znaczeniu, poprzez wyrażanie siebie nie tylko tradycyjnie słowami, lecz także poprzez dźwięk oraz obraz. Wzmożone zainteresowanie kulturą ludową wzbudziło również zaciekawienie krajobrazem i środowiskiem zewnętrznym, którymi to posiłkuje się kultura. Waagsteina inspirowały przede wszystkim nordyckie, romantyczne pejzaże, takie jak chociażby duńskie pejzaże z okresu malarstwa złotego wieku, a czasem w jego pracach można zauważyć także wpływy francuskiego impresjonizmu. W wielu swoich obrazach starał się ukazać piękno krajobrazu Wysp Owczych. Jako pierwszy prezentował je na wystawach nie tylko w Tórshavn, lecz także w Kopenhadze, Oslo, Aarhus i Glasgow. 
Akwarele Waagsteina wiszą w wielu farerskich domach, a jeden z jego obrazów Syðradalur (Kalsoy) z 1918 można zobaczyć na stałej wystawie Narodowego Muzeum Sztuki Listasavn Føroya. Dzięki pejzażom Waagsteina oraz jego nowatorskich rówieśników Nielsa Kruse oraz Kristin í Geil, mieszkańcy Wysp Owczych mieli sposobność po raz pierwszy doświadczyć opisu własnego krajobrazu. W XX wieku pejzaż stanowił jeden z głównych tematów farerskiego malarstwa.
19 września 2005 roku Jógvan Waagstein został uhonorowany przez Pocztę Føroya tablicą pamiątkową, na której to na znaczkach widnieje dziewięć jego obrazów.

## Dzieła (wybór)
Śpiewniki
- 1931 – Gomul føroysk sálmaløg  – stare farerskie pieśni kościelne

Obrazy
- 1917 – Yviri við Strond
- 1917 – Hoyvíkstjørn
- 1918 – Syðradalur
- 1941 – Heygsgarður
- 1947 – Á Varmakeldu
- 1949 – Kirkjubøur